# أسرى ألتونا (مسرحية)
أسرى ألتونا هي مسرحية لجان بول سارتر الحائز على جائزة نويل للأدب. صدرت بالعربية سنة 2010 عن دار الحرف العربي للطباعة والنشر والتوزيع. تتمحور مسرحية "أسرى التونا" حول التعذيب الفرنسي في الجزائر, تجسد شخصياتها التجربة الشخصية للمؤلف في المقاومة الفرنسية، وتدين ممارسات فرنسا الاستعمارية بالجزائر، كاشفة التوترات النفسية والخيانات داخل الحركات الثورية. أخرجها للسينما المخرج الإيطالي فيتوريو دي سيكا 

## نبذة عن المسرحية
تدور أحداث "أسرى التونا" في سياق سياسي مضطرب، حيث تستعرض صراعات داخلية وشخصية لشخصيات تنتمي إلى حركة مقاومة ضد نظام ديكتاتوري. يركز العمل على موضوعات معقدة مثل الحرية، المسؤولية الأخلاقية، التزام الفرد تجاه المجتمع، والصراعات بين المثل العليا والواقع العملي.
تُبرز مسرحية "أسرى التونا" بعمق الصراعات النفسية والأخلاقية التي يعيشها الفرد في ظل الظروف السياسية المضطربة، حيث لا تقتصر على طرح قضايا الحرية والمسؤولية فحسب، بل تغوص في تناقضات الإنسان ذاته بين رغبته في تحقيق المثل العليا والضغوط الواقعية التي تفرضها المواقف المعقدة. يبرز سارتر عبر شخصية هوجو صراعًا داخليًا مريرًا، يظهر فيه الانقسامات بين الواجب الشخصي والواجب السياسي، وبين الطموح الفردي والمصلحة الجماعية. كما تستكشف المسرحية دور السلطة والخيانات التي يمكن أن تحدث داخل الحركات الثورية، مما يجعل العمل أكثر واقعية وأقرب إلى التجربة التاريخية للثورات والحركات المقاومة. من خلال لغة درامية مشحونة بالتوتر والجدل الفلسفي.
تظهر فكرة سارتر عن مفهوم الحرية وتحمل المسوولية. حيث أن تلك المسرحية نشم فيها رائحة عرقه التي غسلت بدماء الحروب، فهو عبر عن كل ما مر به عندما كان بين صفوف المقاومة الفرنسية في الحرب العالمية الثانية، فهو ذاق بالفعل ويلات تلك الحروب وقرر أن تكون تلك المسرحية المنفذ له عما مر به. فجسدت المسرحية شخصية سارتر الحقيقة في شخصية فرانتز، الذي كان يتحدث مع سراطين البحر طوال المسرحية، ويحاكي لهم الهلاوس والمخاوف التي كان يمر بها سارتر الحقيقي خلال الحروب.
شهدت المسرحية إدانة كبيرة للحكومة الفرنسية أكثر مما كان يدين دولة ألمانيا وفظاعتها وبشاعتها وقتها، وأكثر ما كان يدين بشاعة الجنود الألمان في التعامل مع كل بلد وقت ما كان يحكمها هتلر. فجسد جان بول سارتر خلال مسرحية سجناء التونا الوحشية الدامية التي كانت تتبعها فرنسا مع دولة الجزائر

## شخصيات مسرحية سجناء التونا
الحوار في المسرحية كان فلسفيًا مخلوطًا بنكهة سياسية واجتماعية، وشخصيات المسرحية كما عودنا سارتر هي مليئة بالاضطرابات النفسية وعدم الاستقرار النفسي، إذ يوجد بها:
- رب الأسرة العنيد في قرارته والحزين في نفس الوقت والواشي المتحضر.
- الأخت الغارقة في حب لا يجوز لأخيها.
- الأخ الغيور المليء بالعقد النفسية.
- الزوجة الحائرة وهي دائمة البحث عن معنى واضح أو حقيقة.
- الأخ الأكبر الذي عانى من وحشية الحروب، والتي حولته إلى شخص غير متزن أشبه بالمخبول، لدرجة أنه يعيش منعزل في غرفته لما يزيد عن 10 سنوات. فلا يرغب في الاندماج مع المجتمع، يعلق صورة هيتلر فوق رأسه، يختبئ خوفًا من ذنوبه ومن دمار الحروب.
- القارئ فهو طوال المسرحية عواطفه مندمجة بصورة كبيرة معها، ينسى كل ما يمر به من أحداث حقيقة ويعيش بالفعل أجواء تلك المسرحية، فيشعر بالحب تارة وبالكره تارة أخرى.

## أحداث مسرحية سجناء التونا
تظل المسرحية تأخذنا إلى الأحداث الأليمة وتوابع الحرب غير المرضية للجميع، إلى أن يقرر كلًا من الأبن والأب الانتحار، بعدما يرى السواد غيم على دنياه، وأنه ما هو سوى سورة باهته، ولهذا يقرر أن يحرق الصورة والأصل في آن واحد. وكانت السراطين هي الهاجس الرئيسي لدى سارتر، فبطل المسرحية أصبح يراها في كل مكان حوله وأنها تقوم بمطاردته باستمرار. متمثل ذلك في ذكريات الحرب البشعة، وما قامت به فرنسا ضد الجزائر، ولم يغفل الألمان اللذين أرادوا احتلال العالم والتفوق عليه بشكل وحشي وبشع لم يسبق له مثيل. فمن حيث الدراما كانت مسرحية سجناء التونا رائعة، ولكنها لم تكن بجودة مسرحيات أخرى له ومن أكثرها روعة رائعة الجحيم، ولكن أهم ما ميزها هو الحوارات الرائعة الشيقة.

## الموضوعات الادبية والفلسفية

### الوجودية والحرية
في مسرحية "أسرى التونا"، يطرح سارتر فكرة جوهرية مفادها أن الحرية الحقيقية لا تأتي بلا مسؤولية، فالإنسان ليس مجرد كائن مُحدد سلفًا أو مُجبر على أفعاله، بل هو في جوهره حر في اختيار طريقه، لكنه في الوقت ذاته يتحمل تبعات اختياراته. هذه الحرية التي يتحدث عنها سارتر ليست مجرد حرية تصرف، بل حرية وجودية تتطلب من الفرد أن يكون واعيًا لمسؤولياته تجاه ذاته وتجاه الآخرين. الحرية الحقيقية، كما يصورها سارتر، هي قبول هذا العبء الثقيل؛ فكل فعل يختاره الإنسان يُشكل جزءًا من هويته، ولا يمكنه الهروب من نتائج قراراته. ومن هنا، تتصاعد في المسرحية حدة الصراع النفسي الداخلي لشخصياتها، خاصة هوجو، الذي يواجه ضغوطًا أخلاقية وسياسية تتطلب منه اتخاذ قرارات مصيرية تعكس حريته ومسؤوليته.

#### الصراع بين المثالية والواقع
تُبرز المسرحية الصراع الدائم بين القيم المثالية التي يحملها الفرد – كالإيمان بالحرية، العدالة، والكرامة – وبين الواقع السياسي والاجتماعي المعقد الذي قد يفرض حلولًا غير مثالية أو قرارات صعبة ومؤلمة. يعاني هوجو وغيره من الشخصيات من هذا التوتر، حيث يجدون أن المثل العليا قد تصطدم بالعقبات الميدانية، والضغوط العملية، والخيانات، مما يخلق حالة من التوتر النفسي والوجداني. هذا الصراع بين المثالية والواقع يجعل المسرحية أكثر عمقًا وواقعية، إذ تعكس تجربة الإنسان في مواجهة التحديات الحقيقية التي لا تسمح دائمًا باتخاذ القرارات المثالية.

##### الأخلاق والسياسة
تُظهر المسرحية التوتر المعقد بين الأخلاق والسياسة، حيث لا تتماشى المبادئ الأخلاقية دائمًا مع الممارسات السياسية، خصوصًا في أوقات الأزمات أو الصراعات الثورية. يكشف سارتر في نصه عن الإشكاليات التي تواجه الفاعلين السياسيين عندما تتطلب المصلحة العامة اتخاذ إجراءات قد تبدو من الناحية الأخلاقية مرفوضة، مثل الخيانة أو القتل. المسرحية تطرح سؤالًا جوهريًا: هل يمكن تبرير الوسائل القاسية لتحقيق غايات نبيلة؟ وكيف يمكن للإنسان أن يصون ضميره وسط هذا الصراع؟ هذه الأسئلة تجعل من المسرحية دراسة عميقة في مآزق السلطة والالتزام الأخلاقي.

###### الهوية والذات
يركز سارتر على فكرة أن الهوية الشخصية ليست شيئًا ثابتًا أو موروثًا، بل هي نتيجة للاختيارات والتصرفات التي يقوم بها الفرد، حتى لو كانت مؤلمة أو مثيرة للجدل. في "أسرى التونا"، تتطور شخصيات العمل من خلال الصراعات الداخلية والقرارات التي يتخذونها، حيث يواجهون مسؤولية تشكيل ذواتهم في بيئة معقدة ومحفوفة بالمخاطر. هوجو، على سبيل المثال، يمثل الإنسان الذي يتصارع مع ذاته ليحدد من يكون، بعيدًا عن التقاليد أو الضغوط الخارجية، وهو تجسيد حي لمبدأ الوجودية الذي يؤكد أن "الوجود يسبق الماهية". بهذا، تصبح الهوية قضية ديناميكية مستمرة، حيث لا يكتفي الفرد بكونه ما هو عليه، بل يخلق ذاته عبر أفعاله اليومية.